# Neon nelli
Neon nelli là một loài nhện trong họ Salticidae.
Loài này thuộc chi Neon. Neon nelli được Elizabeth Maria Gifford Peckham & George William Peckham miêu tả năm 1888.